# Olof van der Meulen
Roelof Antonius (Olof) van der Meulen (ur. 8 listopada 1968 w Sneek) – holenderski siatkarz. Dwukrotny medalista olimpijski.
Mierzący 202 cm wzrostu zawodnik w 1992 w Barcelonie wspólnie z kolegami zajął drugie miejsce. Cztery lata później znalazł się wśród mistrzów olimpijskich. W 1997 był mistrzem Europy. Grał we Włoszech.